# Jhoulys Chacín
Jhoulys José Chacín (nació en Maracaibo, Estado Zulia, Venezuela, el 7 de enero de 1988) es un lanzador venezolano de béisbol profesional que juega para la organización de los Milwaukee Brewers de las Grandes Ligas y en la Liga Venezolana de Béisbol Profesional para los Leones del Caracas. Jugó para los Colorado Rockies entre 2009 y 2014, los Arizona Diamondbacks en 2015, los Atlanta Braves y Los Angeles Angels of Anaheim en 2016, y los San Diego Padres en 2017. Se desempeña principalmente como lanzador abridor.

## Carrera profesional

### Colorado Rockies
En 2004 fue firmado por los Colorado Rockies para participar en sus sucursales de las Ligas Menores. En su primer año profesional, participó en la Pioneer League de novatos con el equipo Casper Ghosts. Debido a los buenos resultados, ascendió a Clase A en la South Atlantic League con el conjunto Asheville Tourists en 2008 y el mismo año subió a la Clase A Avanzada en la Liga de California con el equipo Modesto Nuts. Durante 2008 se convirtió en el mejor lanzador de su organización al ganar 18 juegos y perder 3, en Clase A y Clase A Avanzada. En enero de 2009 fue dada a conocer la lista de mejores prospectos de los Rockies, siendo Chacín seleccionado como el segundo mejor. Fue llamado a las mayores el 24 de julio de 2009, cuando se encontraba jugando con los Tulsa Drillers de Clase AA. En 2010, su primera temporada completa con los Rockies, ganó nueve juegos con 3.28 de efectividad, liderando a los novatos de la Liga Nacional con 138 ponches.
En 2011, Chacín lanzó su primera blanqueada en su primer juego completo el 15 de abril. Finalizó la temporada con marca de 11-14 y 3.62 de efectividad en 31 aperturas, lanzando 194 entradas y ponchando a 150 bateadores; sin embargo lideró la Liga Nacional con 87 bases por bolas.
En 2012, Chacín inició únicamente 14 juegos debido a una lesión pectoral. En 2013 recuperó su forma, y ayudó a los Rockies en la rotación abridora. Finalizó el 2013 con marca de 14-10 y efectividad de 3.47 en 197.1 entradas lanzadas. Solo permitió 11 jonrones, 6 de ellos en el Coors Field.
Chacín inició el 2014 en la lista de lesionados por inflamación del hombro. Esa temporada no tuvo un buen desempeño, limitándose a solo 11 juegos iniciados y dejando marca de 1-7 con efectividad de 5.40, la peor de su carrera, antes de ser dado de baja por lesión.
El 22 de marzo de 2015, Chacín fue liberado por los Rockies.

### Cleveland Indians
El 14 de abril de 2015, Chacín fue firmado a un contrato de ligas menores por los Cleveland Indians. Fue liberado el 18 de junio luego de ejercer una cláusula de rescisión. Registró efectividad de 3.21 en 7 aperturas para los Columbus Clippers de Clase AAA.

### Arizona Diamondbacks
El 20 de junio de 2015 firmó un contrato de ligas menores con los Arizona Diamondbacks.

### Atlanta Braves
El 14 de diciembre de 2015, Chacín firmó un contrato de ligas menores con los Bravos de Atlanta que incluyó una invitación a los entrenamientros primaverales. Dejó marca de 1-2 con 5.40 de efectividad antes de dejar el equipo, tolerando únicamente tres o menos carreras en sus primeros juegos

### Los Angeles Angels of Anaheim
El 11 de mayo de 2016, Chacín fue traspasado a los Angelinos de Los Angeles de Anaheim a cambio del lanzador de ligas menores Adam McCreery. Apareció en un total de 29 encuentros con los Angelinos, 17 de ellos como abridor, y registró marca de 5-6 con un juego completo y 4.68 de efectividad.

### San Diego Padres
El 20 de diciembre de 2016, los Padres de San Diego firmaron Jhoulys Chacín. Luego de los entrenamientos primaverales de 2017, fue designado como el lanzador abridor para el Día Inaugural. Finalizó la temporada 2017 con marca de 13-10, 3.89 de efectividad y 153 ponches en 180 1⁄3 entradas lanzadas.

### Milwaukee Brewers
El 21 de diciembre de 2017, Chacín firmó un contrato de dos años y $15.5 millones con los Cerveceros de Milwaukee.